# 中国人民解放军国防大学研究生院
中国人民解放军国防大学研究生院，位于北京市，隶属中国人民解放军国防大学。

## 沿革
1988年4月30日，中国人民解放军国防大学研究生院正式挂牌成立。1988年9月6日，邓小平为国防大学研究生院题写了院名。国防大学研究生院是中国人民解放军唯一一所高级指挥院校的研究生院。2012年，国防大学研究生院将该院文化精神确定为“精忠、精武、精研”，随后请书法家李铎创作了“精忠、精武、精研”6字书法张挂在该院办公楼各处。2012年7月，国防大学研究生院启动院史编写工作，此后用一年多时间完成了《中国人民解放军国防大学研究生院史》。2012年12月起，该院还长年举办“百望英坛”，邀请军内外专家学者讲座，演讲者中除了军内的军事专家外，还有王蒙、莫言、陈佳洱、饶毅等军外专家学者。
2017年，在深化国防和军队改革中，调整组建新的中国人民解放军国防大学研究生院。

## 历任领导
| 院长 - 袁俊 中将（1988年—1992年，国防大学副校长兼） - 郭其侨 少将（1993年—1995年） - 李国祥 少将（？—？） - 王朝田 少将（2001年2月—2003年6月） - 刘春志 少将（？—？） - 薛彦绪 少将（2008年—？） - 张江宁 少将（2011年—2015年） - 孙友军 少将（2015年—2016年12月） - 余广选 少将（2016年12月—2017年） - 郭若冰 少将（2017年7月—） | 政治委员 …… - 胡钦佩 少将（？—1999年） - 郑卫平 少将（1999年7月—2002年7月） - 张际春 少将（？—？） - 于学肄 少将（？—？） - 肖冬松 少将（2012年—2015年） - 曹建奇 少将（2015年—2017年） - 衣述强 少将（2017年7月—2020年10月） |